# Rio Fărău
O Rio Fărău é um rio da Romênia, afluente do Mureş, localizado no distrito de Alba.